# IC 242
IC 242 је двојна звијезда у сазвјежђу Кит која се налази на листи објеката дубоког неба у Индекс каталогу.
Деклинација објекта је - 6° 56' 1" а ректасцензија 2h 38m 24,0s.